# Jens Risom
Jens Risom (né le 8 mai 1916 à Copenhague au Danemark et mort le 9 décembre 2016 à New Canaan au Connecticut) est un designer danois de mobilier.

## Biographie

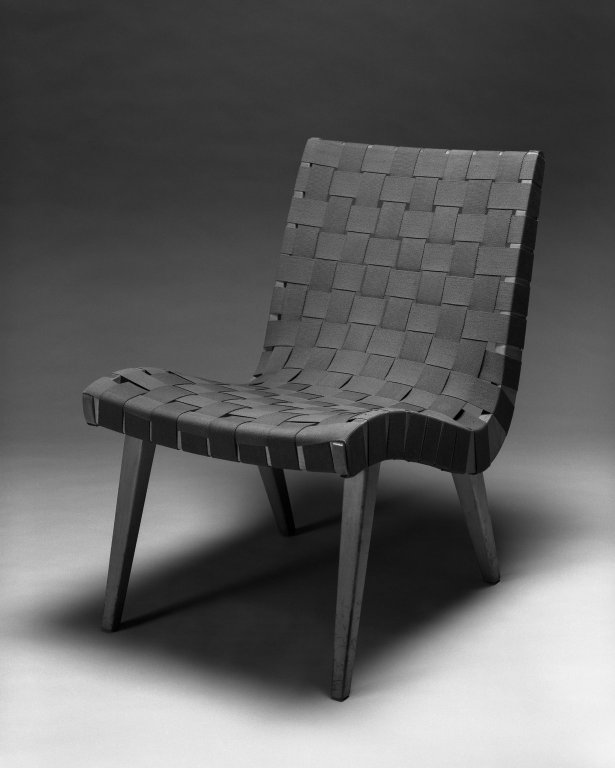
Chaise de salon, modèle 654W (1941).

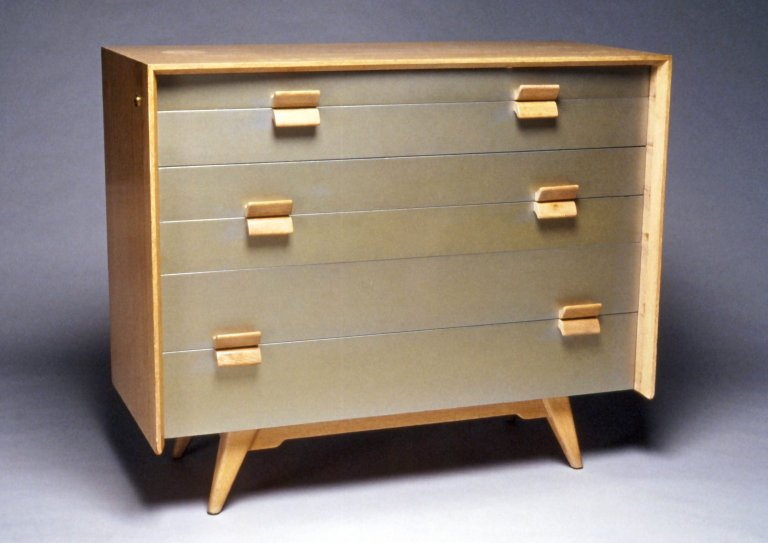
Commode vers 1955 (Brooklyn Museum).

Jens Risom fut l'un des premiers à importer le style scandinave aux États-Unis, où il a émigré en 1939 et travaillé avec Hans Knoll,.
Il est notamment l'auteur d'un célèbre fauteuil Risom Lounge Chair publié chez Knoll.
En 2016, Jens Risom fête ses cent ans et meurt la même année.